# Éva Lacheray
Éva Lacheray (Montbéliard, 11 marzo 2000) è una schermitrice francese, specializzata nel fioretto.

## Carriera
Nel 2025 si è laureata campionessa europea nel fioretto individuale agli Europei di Genova, sconfiggendo in finale la britannica Carolina Stutchbury per 15-13; nella stessa competizione ha vinto anche la medaglia d'argento nella prova a squadre, perdendo la finale contro l'Italia per 38-37. Nello stesso anno ha poi vinto la medaglia d'argento nel fioretto a squadre ai Mondiali di Tblisi, perdendo assieme alle connazionali Ranvier, Blaze e Patru la finale contro gli Stati Uniti per 24-45.

## Palmarès
- Mondiali

Tbilisi 2025: argento nel fioretto a squadre.
- Europei

Genova 2025: oro nel fioretto individuale; argento nel fioretto a squadre.
- Europei Under-23

Budapest 2023: oro nel fioretto a squadre; bronzo nel fioretto individuale.
Tallinn 2022: oro nel fioretto individuale e nel fioretto a squadre.
Erevan 2018: bronzo nel fioretto individuale e nel fioretto a squadre.
- Mondiali giovanili

Verona 2018: bronzo nel fioretto individuale.